# Pseudoterpna ramburaria
Pseudoterpna ramburaria là một loài bướm đêm trong họ Geometridae.